# Commission scolaire English-Montréal
Pour les articles homonymes, voir CSEM.
La Commission scolaire English-Montréal (CSEM) (en anglais : English-Montreal School Board) est une commission scolaire anglophone de Montréal, au Québec. Elle dessert principalement l'est et le centre de l'île de Montréal. Son siège social est situé dans l'arrondissement Côte-des-Neiges–Notre-Dame-de-Grâce.

## Population
En 2016, un total de 19 000 élèves fréquentent les écoles de la commission scolaire.

## Établissements

### Écoles primaires
- École Bancroft
- École Carlyle
- École Cedarcrest
- École Coronation
- École Dalkeith
- École Dante
- École Dunrae Gardens
- École East Hill
- École Edinburgh[3]
- École Edward Murphy
- École Elizabeth Ballantyne
- Formation artistique au cœur de l'éducation
- École Gardenview
- École Gerald McShane
- École Hampstead[4]
- École Honoré-Mercier
- Acedémie John Caboto[5]
- Académie Leonardo da Vinci
- École Merton
- École primaire internationale Michelangelo
- École Nesbitt
- École Our Lady of Pompei
- École Parkdale
- École Pierre de Coubertin[6]
- École Pierre Elliott Trudeau
- École Roslyn
- École Sinclair Laird
- École St. Gabriel
- École St. Monica
- École Westmount Park
- École Willingdon

### Écoles secondaires
- Formation artistique au cœur de l'éducation
- École secondaire James Lyng (en)
- École secondaire John F. Kennedy (en)
- École secondaire John Grant (en)
- John Paul I Junior High School (édifice cédé à la CSPI, donc sur le même site que Laurier-Macdonald)
- Académie LaurenHill (en)
- École secondaire Laurier Macdonald (en)
- École secondaire Lester B. Pearson (en)[7]
- Académie Marymount (en)[8]
- École secondaire MIND
- LINKS High School
- École secondaire Rosemount (en)[9]
- École Royal Vale (en)[10]
- Académie Royal West (en)
- St. Raphael Centre
- Collège Vincent Massey (en)[11]
- École secondaire de Westmount[12]

### Centres d'éducation aux adultes
- Galileo Adult Education Centre
- High School of Montreal Adult Education Centre
- James Lyng Adult Education Centre
- Marymount Adult Education Centre
- St. Laurent Adult Education Centre
- St. Pius X Adult Education Centre
- John F. Kennedy Adult Education Centre

### Centres de formation professionnelle
- John F. Kennedy Business Centre
- Laurier Macdonald Vocational Centre
- Shadd Business Centre
- Rosemount Technology Centre - Main Campus
- Rosemount Technology Centre - Curtis George Campus
- St. Pius X Culinary Institute

### Écoles innovatrices
- Doorways
- Focus
- Mountainview
- Options I
- Options II
- Outreach
- Perspectives I
- Perspectives II[13]
- Program Mile End
- Venture
- Vezina
- Mackay centre

## Administration

### Présidents de la Commission scolaire English-Montréal
- George Vathilakis (1998–2001)
- John Simms (2001–2003)
- Dominic Spiridigliozzi (2003–2007)
- Angela Mancini (2007–2020)
- Joe Ortona (2020- )

### Vice-présidents de la Commission scolaire English-Montréal
- Dominic Spiridigliozzi (1998–2003)
- Elizabeth Fokoefs (2003–2007)
- Sylvia Lo Bianco (2007–2014)
- Sylvia Lo Bianco (2014–2018)
- Joe Ortona (2018–2020)
- Agostino Cannavino (2020–2023)
- James Kromida (2024–2024)
- James Kromida (2024- )